# Vuorsojärvi
Vuorsojärvi är en sjö i Finland. Den ligger i kommunen Sodankylä i landskapet Lappland, i den norra delen av landet, 800 km norr om huvudstaden Helsingfors. Vuorsojärvi ligger 210,9 meter över havet. Arean är 11,1 hektar och strandlinjen är 1,3 kilometer lång. Sjön  ingår i Kemi älvs huvudavrinningsområde. 